# Мекензи, Фома Фомич
Фома́ Фоми́ч Меке́нзи  (англ. Thomas MacKenzie, То́мас Макке́нзи; 18 (29) февраля 1740, Архангельск — 10 (21) января 1786, Севастополь) — российский контр-адмирал, основатель Севастополя.

## Биография
Шотландец по происхождению, сын контр-адмирала Фомы Калиновича Мекензи и Анны, урождённой Янг (внучки Томаса Гордона, ещё одного шотландского адмирала на русской службе). Родился 18 (29) февраля 1740 года в Архангельске, где служил в то время его отец. Мекензи поступил на флот в 1765 году мичманом, служил в Балтийском море, командовал брандвахтенным трофейным фрегатом «Ульриксдаль» и пинком «Венера».
В 1769 году на корабле «Не тронь меня» в составе эскадры Джона Эльфинстона совершил переход из Кронштадта в Портсмут, где был переведён на корабль «Святослав», на котором в составе той же эскадры пришёл в Средиземное море.
В чине капитан-лейтенанта принимал участие в русско-турецкой войне 1768—1774 годов, где находился в ряде морских сражений, в том числе и у Наполи-ди-Романья; в Чесменском бою находился в подчинении контр-адмирала Самуила Карловича Грейга и командовал брандером, при атаке турецкого корабля был ранен. 9 июля 1771 года был награждён орденом Святого Георгия IV класса (№ 115 по кавалерскому списку Судравского и № 136 по списку Григоровича — Степанова)
В Чесменском порте, будучи употреблен в посылку в турецкий флот с брандером в производившуюся атаку, зажег неприятельский корабль.
Также за отличие в этом сражении был произведён в капитаны 2-го ранга.
В 1776 году Мекензи привёл из Архангельска в Ревель три новых фрегата. «За неразлучное в пути прибытие фрегатов к своим портам» Мекензи объявлена похвала от адмиралтейств-коллегии. Произведённый 21 апреля 1777 года в капитаны 1-го ранга, он в том же году был назначен командиром корабля «Дерись», на котором в следующем году совершил переход из Кронштадта в Лиссабон.
Произведённый 28 июня 1782 года в капитаны генерал-майорского ранга, Мекензи 1 января 1783 года переименован в контр-адмиралы с назначением для службы в Черноморский флот. Приняв эскадру из 9 фрегатов и нескольких мелких судов, с которыми ему предстояло перезимовать в почти необитаемой Ахтиарской бухте, Мекензи с помощью судовых команд начал расчистку берегов от леса и 3 июня 1783 года положил начало новому городу — Севастополю.
По инициативе Мекензи приступили к постройке адмиралтейства, магазинов, госпиталя и церкви, а также казарм и жилых домов для офицеров; его заботами устроены были каменоломни и печи для выжигания извести, а хорошо налаженное хозяйство на отведённых морскому ведомству землях давало большую часть предметов, необходимых для снабжения тогдашнего деревянного флота и питания команд.
Оставаясь начальником эскадры и держа свой флаг на фрегате «Крым», Мекензи был в сущности первым главным командиром Севастопольского порта. Памятью о его трудах осталось название Мекензиевых гор вокруг Севастополя, на которых находился его хутор, данный Мекензи Григорием Александровичем Потёмкиным в награду за службу.
Для Мекензи в Севастополе был построен дом, в котором впоследствии останавливалась императрица Екатерина II, а против этого дома начата каменная пристань, законченная графом Марко Ивановичем Войновичем и названная Графской.
Недостаток средств, настоятельные требования жизни и службы, для удовлетворения которых Мекензи не жалел не только сил, но и отчасти своей репутации, не останавливаясь перед формальными упущениями для достижения лучших результатов, дали повод к обвинениям Мекензи в неправильном расходовании казённых сумм; все это преждевременно подорвало его здоровье.
Мекензи умер 10 (21) января 1786 года в Севастополе.
Франсиско Миранда, бывший в Крыму в свите Г. А. Потёмкина в январе 1787 года во время подготовки к Таврическому вояжу Екатерины II, писал: " ....мы на шлюпке осмотрели порт, занимающий около четырех верст в длину и одной версты в ширину, надежно укрытый и защищенный. Глубина моря достигает тут пяти или шести морских саженей, а вокруг тянется не очень прочная каменная насыпь, образующая нечто вроде дамбы, сооруженной самой природой, к которой легко могут причаливать суда. В глубине виднеется памятник или надгробие контр-адмирала Макензи, шотландца по происхождению, начавшего эти работы в 1783 году и недавно умершего здесь. Он сделан из обыкновенного камня и по внешнему виду ничем особо не отличается... ...зашли в дом, который построил для себя в английском стиле адмирал Макензи (теперь он продается за 4 тысячи рублей)....".

## Память
- Мекензиевы горы в Севастополе